# Леру, Ксавье
Ксавье́ Анри́ Наполео́н Леру́ (фр. Xavier Henry Napoleón Leroux, 11 октября 1863, Веллетри — 2 февраля 1919, Париж) — французский композитор.
Леру родился в семье руководителя военного оркестра. Учился в Парижской консерватории у Жюля Массне и Теодора Дюбуа. В 1985 году получил Римская премия за кантату «Эндимион».
С 1896 преподавал гармонию и композицию в Парижской консерватории, входил в состав Музыкального совета Академии искусств, присуждавшего Римскую премию.
Леру сочинил несколько оркестровых и хоровых произведений, песен, фортепианных пьес, но известность получил прежде всего благодаря операм.

## Избранные произведения

### Музыка для театра
- «Персы», трагедия Эсхила
- «Плутос», комедия Аристофана

### Оперы
- Evangéline, либретто Луи де Грамона, 1895
- Astarté, либретто Луи де Грамона, 1901
- La reine Fiammette, 1903
- Vénus et Adonis, либретто Луи де Грамона, 1905
- William Ratcliff, либретто Луи де Грамона по драме Генрих Гейне, 1906
- Le chemineau, 1907
- Théodora, 1907
- Le carillonneur, 1913
- La fille de Figaro, 1914
- Les cadeaux de Noël, либретто Эмиля Фабра, 1915
- 1814, 1918
- Nausithoé, 1920
- La plus forte, 1924
- L’ingénu, 1931